# Deux poèmes opus 71 de Scriabine
Les Deux Poèmes op. 71 sont deux pièces pour piano du compositeur russe Alexandre Scriabine, écrites de 1913 à 1914.